# Anja Werz
Anja Werz (* 1994) ist eine Schweizer Unihockeyspielerin, die beim Nationalliga-A-Verein Floorball Riders Dürnten-Bubikon-Rüti unter Vertrag steht.

## Karriere
Werz debütierte 2010 in der ersten Mannschaft des UHC Waldkirch-St. Gallen in der Nationalliga B. 2015 wechselte sie zu den Floorball Riders Dürnten-Bubikon-Rüti.